# Windmotor Fort
De Windmotor Fort is een poldermolen nabij het Drentse dorp Veeningen, dat in de Nederlandse gemeente De Wolden ligt.

## Beschrijving
Deze molen is een maalvaardige Amerikaanse windmotor van het type K14, die werd gefabriceerd door de firma Bakker uit IJlst. De molen heeft een windrad van achttien bladen en een diameter van vier meter. Hij stond tot 1990 twee kilometer verder naar het oosten aan de Stapeler Veldweg. In 1994 werd de windmotor gereviseerd en herplaatst op zijn huidige locatie op het terrein van De Hazenkamp, ongeveer 750 meter ten zuidoosten van Veeningen. Daar kreeg hij een functie bij de bemaling van een van de aanwezige vijvers. De molen is particulier eigendom en niet te bezichtigen. De windmolen is een Rijksmonument.